# Stenochalcis quadridentata
Stenochalcis quadridentata är en stekelart som beskrevs av Masi 1929. Stenochalcis quadridentata ingår i släktet Stenochalcis och familjen bredlårsteklar. Inga underarter finns listade i Catalogue of Life.